# Гомелска област
Гомелска област (на беларуски: Го́мельская во́бласць) е една от 6-те области на Беларус. Площ 40 372 km² (най-голяма в Беларус, 19,45% от нейната площ). Население на 1 януари 2019 г. 1 409 890 души (2-ро място по население в Беларус, 14,88% от нейното население). Административен център град Гомел. Разстояние от Минск до Гомел 301 km.

## Историческа справка
От всичките 18 града на Гомелска област 5 са признати за такива преди установяването на съветска власт през 1917 г.
- 1142 г. – Гомел (първи сведения в летописните източници)
- 1492 г. – Жлобин (първи исторически сведения за града)
- 1772 г. – Рогачов (първи исторически сведения от 1142 г.)
- 1795 г. – Мозир (първи исторически сведения от 1155 г.)
- 1796 г. – Речица (първи исторически сведения от 1195 г.)

12 града в областта са признати за такива по време на съветската власт, в периода от 1925 г. (Ветка) до 1971 г., а най-младият град е Туров, утвърден за такъв през 2004 г. след признаването на независимостта на Беларус. Гомелска област е образувана на 15 януари 1938 г. и от тогава границите ѝ не са променяни.

## Географска характеристика
Гомелска област е разположена в югоизточната част на Беларус. На изток граничи с Брянска област на Русия, на юг – с Черниговска, Киевска, Житомирска и Ровненска област на Украйна, на запад – с Брестка област, на северозапад – с Минска област и на север – с Могильовска област. В тези си граници заема площ от 40 372 km² (най-голямата в Беларус, 19,45% от нейната площ). Дължина от запад на изток 285 km, ширина от север на юг 218 km.
Западната част на областта се заема от т.нар. Припятско Полесие – силна заблатена и залесена низина с надморска височина 120 – 140 m. Покрай десния бряг на река Припят се срещат силно разрушени моренни хълмове и ниски възвишения, най-високото от които е Мозирското възвишение с височина 206 m (51°55′11″ с. ш. 29°25′53″ и. д. / 51.919722° с. ш. 29.431389° и. д.), намираща се на 18 km югоизточно от град Мозир. На изток от Полеската низина е разположена Приднепровската низина, която на изток и североизток от Днепър постепенно се повишава и преминава в Чечерската равнина.
Климатът е умерено континентален с топло лято и сравнително мека зима. Средна януарска температура -6,5 °C, а средна юлска 18,5 °C. Годишната сума на валежите се колебае от 550 mm на югозапад до 650 mm на североизток, като 2/3 от валежите падат през топлия сезон. Продължителността на вегетационния период (минимална денонощна температура 5 °C) е 190 – 200 денонощия.
Територията на Гомелска област изцяло попада във водосборния басейн на река Днепър, която пресича областта от север на юг на протежение от 420 km. Нейните основни притоци са Друт, Березина, Припят (със Случ, Ствига, Уборт, Бобрик и Птич) и Сож (с Бесед и Ипут). Повечето от големите реки имат важно стопанско и транспортно значение, а реките в района на Полесието са важен водоприемник за мелиоративните канали, изградени за осушаване на заблатените земи. На територята на областта има множество езера, най-голямо от които е Червоное (около 44 km²).
В Гомелска област преобладават ливадно-подзолистите и торфено-блатните почви. На изток са разпространени песъчливи ливадно-подзолисти и песъчливи почви. В басейна на река Припят големи площи са заети от пясъчни слабоподзолисти, торфени и торфено-блатни почви. В района на град Туров е разположен значителен масив от ливадно-карбонатни почви, отличаващи се с високо плодородие. Горите заемат 38,6% от територията на областта. Основните горски масиви за разположени в западната ѝ част, където залесеността в отделни райони достига до 60%. Иглолистните гори (основно бор) заемат 63% от горския фонд, а широколистните (дъб, габър, бреза, елша и др.) 37%. Блатата, предимно низинни заемат 12,6% от площта на областта. В състава на животинския свят наред с обичайните обитатели на подзоната на смесените гори се срещат и животни характерни за лесостепите (хамстер, лалугер и др.). Срещат се блатна костенурка, бобър, заек, белка, лисица и др., а от птиците – тетерев, сива гъска, глухар и др. Реките и множеството водни басейни са богати на различни видове риби.

## Население
На 1 януари 2019 г. населението на Гомелска област област е наброявало 1 409 890 души (14,88% от населението на Беларус). Гъстота 34,92 души/km². Градско население 77,69%. Етнически състав: беларуси 88,22%, руснаци 7,71%, украинци 2,15%, цигани 0,17%, евреи 0,16%, поляци 0,14% и др.

## Административно-териториално деление
В административно-териториално отношение Гомелска област се дели на 1 областен градски окръг, 21 административни района, 18 града, в т.ч. 1 град с областно подчинение и 17 града с районно подчинение, 15 селища от градски тип и 4 градски района в град Гомел.
| Административна единица | Площ (km²) | Население (2017 г.) | Административен център | Население (2017 г.) | Разстояние до Гомел (в km) | Други градове и сгт с районно подчинение |
| ----------------------- | ---------- | ------------------- | ---------------------- | ------------------- | -------------------------- | ---------------------------------------- |
| Областен градски окръг  |            |                     |                        |                     |                            |                                          |
| 1. Гомел                | 140        | 536 938             | гр. Гомел              | 536 938             | -                          |                                          |
| Административен район   |            |                     |                        |                     |                            |                                          |
| 1. Брагински            | 1960       | 11 779              | сгт Брагин             | 3708                | 130                        | Комарин                                  |
| 2. Буда-Кошельовски     | 1595       | 29 087              | гр. Буда-Кошельово     | 8823                | 48                         | Уваровичи                                |
| 3. Ветковски            | 1559       | 17 810              | гр. Ветка              | 8557                | 22                         |                                          |
| 4. Гомелски             | 1951       | 68 182              | гр. Гомел              |                     | -                          | Болшевик                                 |
| 5. Добрушки             | 1453       | 35 531              | гр. Добруш             | 18 208              | 28                         | Тереховка                                |
| 6. Елски                | 1366       | 14 887              | гр. Елск               | 8906                | 177                        |                                          |
| 7. Житковички           | 2916       | 34 916              | гр. Житковичи          | 15 926              | 238                        | гр. Туров                                |
| 8. Жлобински            | 2111       | 101 661             | гр. Жлобин             | 76 234              | 83                         | Стрешин                                  |
| 9. Калинковички         | 2756       | 58 622              | гр. Калинковичи        | 40 203              | 122                        | Озаричи                                  |
| 10. Кормянски           | 949        | 13 056              | сгт Корма              | 7637                | 110                        |                                          |
| 11. Лелчицки            | 3221       | 23 511              | сгт Лелчици            | 11 492              | 215                        |                                          |
| 12. Лоевски             | 1046       | 11 514              | сгт Лоев               | 6333                | 92                         |                                          |
| 13. Мозирски            | 1603       | 133 953             | гр. Мозир              | 112 348             | 133                        |                                          |
| 14. Наровлянски         | 1589       | 10 394              | гр. Наровля            | 8099                | 178                        |                                          |
| 15. Октябърски          | 1381       | 13 197              | сгт Октябърски         | 6554                | 190                        |                                          |
| 16. Петриковски         | 2835       | 26 369              | гр. Петриков           | 10 097              | 190                        | Копаткевичи                              |
| 17. Речицки             | 2714       | 97 188              | гр. Речица             | 65 873              | 50                         | гр. Василевичи, Заречие                  |
| 18. Рогачовски          | 2067       | 56 037              | гр. Рогачов            | 34 447              | 121                        |                                          |
| 19. Светлогорски        | 1900       | 82 243              | гр. Светлогорск        | 67 054              | 110                        | Паричи, Соснови Бор                      |
| 20. Хойникски           | 2028       | 18 798              | гр. Хойники            | 12 388              | 103                        |                                          |
| 21. Чечерски            | 1230       | 14 217              | гр. Чечерск            | 8529                | 65                         |                                          |